# Oskar Stäbel
Oskar Stäbel (* 25. Mai 1901 in Wintersdorf bei Rastatt, Baden; † 4. Mai 1977 in Karlsruhe) war Ingenieur und „Multifunktionär“ während der Zeit des Nationalsozialismus. Er war Stadtrat in Karlsruhe und Reichstagsabgeordneter für die NSDAP, Mitglied der Obersten SA-Führung, Reichsredner der NSDAP, Reichsführer des NSDStB, Reichsschulungsobmann des NSBDT, Reichsfachredner für techno-politische Fragen, Direktor des Vereins Deutscher Ingenieure (VDI), später dann Mitarbeiter der Organisation Gehlen und des Bundesnachrichtendienstes (BND).

## Leben

### Ausbildung und Militärdienst
Oskar Stäbel war ein Sohn des Landwirts und Handwerkers Franz Stäbel und der Anna Stäbel. Er besuchte ab 1907 die Volksschule. Im Jahr 1917 meldete er sich als Kriegsfreiwilliger und war Ende des Ersten Weltkrieges Unteroffizier mit EK II. Nach Kriegsende diente Stäbel beim Freikorps Landesjäger.
Nach dem Abitur in Rastatt im Jahr 1919, wo er auch der Pennäler-Verbindung Markomannia 1824 angehörte, begann er im selben Jahr ein Maschinenbaustudium an der Technischen Hochschule Karlsruhe. 1920 trat Stäbel in die örtliche Landsmannschaft Suevia ein und wurde 1921 Mitglied der Studentenkompanie Baden des Oberschlesischen Selbstschutzes sowie des Deutschvölkischen Schutz- und Trutzbunds. Ebenfalls 1921 nahm er an den Befreiungskämpfen in Oberschlesien teil. Für seinen Einsatz wurde Stäbel mit dem Schlesischen Adler I. und II. Klasse und mit dem Kriegsverdienstkreuz mit Schwertern ausgezeichnet.
Zwischen 1922 und 1924 war Stäbel Mitglied in der Sturmabteilung Roßbach. Im Jahr 1926 schloss er sein Studium als Diplomingenieur ab. 1931 erfolgte die Promotion zum Dr.-Ing. am Lehrstuhl für Apparatebau der Technischen Hochschule Karlsruhe. Ab 1939 war Stäbel Leutnant der Reserve und ab 1941 Oberleutnant der Luftwaffe.
Im Jahr 1931 trat Oskar Stäbel in die SA-Standarte 109 Karlsruhe ein. 1933 wurde er zum SA-Standartenführer in der Obersten SA-Führung ernannt, 1935 zum Referenten für studentische Fragen 1942 zum Oberführer.

### Politische Tätigkeit

#### Nationalsozialistischer Deutscher Studentenbund (NSDStB)
Stäbel war "Landsmannschafter" und zugleich Mitglied des NSDStB. Im Jahr 1930 wurde er zum Führer der 1928 gegründeten Hochschulgruppe des NSDStB in Karlsruhe ernannt. Ab 1930 war er Kreisführer des NSDStB für Südwestdeutschland. Am 4. Februar 1933 wurde Stäbel zum Reichsführer des NSDStB und am 15. September 1933 auch zum Führer der Deutschen Studentenschaft (DSt) ernannt. Am 20. Januar 1934 erfolgte die Ernennung zum Reichsschaftsführer, dem auch die Reichsfachschulschaft unterstellt wurde. Am 18. Juli 1934 wurde Stäbel von allen Ämtern abberufen, vermutlich wegen Unregelmäßigkeiten in der Finanzierung der Deutschen Studentenzeitung.

#### NSDAP
Oskar Stäbel trat 1929 der NSDAP bei (Mitgliedsnummer 191.919). Ab 1930 war er Gauredner des Gaues Baden der NSDAP. Zwischen 1930 und 1933 war er gewählter Stadtratsabgeordneter der NSDAP in Karlsruhe. Ab 1931 war Stäbel Reichsredner der NSDAP. Im Jahr 1932 wurde er zum Referenten für sämtliche Hochschul- und studentische Fragen bei der Obersten Leitung der Parteiorganisation ernannt. Stäbel rief am 11. April 1933 die Dienststellen des NSDStB in einer Eil-Anordnung dazu auf, die von der Deutschen Studentenschaft (DSt) organisierte Bücherverbrennung nicht nur zu unterstützen, sondern auch die Führung dabei zu übernehmen. In seinem Erlass vom 29. März 1933 forderte er einen Numerus clausus für jüdische Studenten sowie die Entfernung sämtlicher jüdischen Dozenten und Assistenten aus dem Hochschulbetrieb.
Stäbel war von 1933 bis 1936 Mitglied des Reichstags für den Wahlkreis 32 (Baden). Im Jahr 1934 wurde er zum Reichsschulungsobmann des NS-Bundes Deutscher Technik (NSBDT) ernannt. Ab 1936 war er Reichsfachredner Nr. 1 für techno-politische Fragen.
Bei der Reichstagswahl am 29. März 1936 kandidierte er bereits als Direktor des Vereins Deutscher Ingenieure in Berlin-Nikolassee, erhielt aber kein Mandat.

#### Vereinstätigkeit
Stäbel war von 1936 bis mindestens 1941 Direktor des Vereins Deutscher Ingenieure (VDI).

#### Nachkriegstätigkeit
Nach dem Krieg war Stäbel Mitarbeiter der Organisation Gehlen (OG), der Vorgängerorganisation des Bundesnachrichtendienstes BND. Seine Decknamen waren Dr. Hiller und Dr. Hermes. Stäbel war bis 1952 Leiter der OG-Filiale Berlin, die vorwiegend wissenschaftlich-technische Spionage gegen die DDR betrieb. Stäbels Spionageangriffe richteten sich gegen Betriebe und Einrichtungen der DDR, die sich mit der Produktion elektronischer Geräte bzw. deren Entwicklung befassten. Stäbel wurde anschließend Mitarbeiter des BND und blieb dies bis zu seiner Pensionierung im Jahre 1966.